# Booba
Elie Yaffa, mer känd under artistnamnet Booba, född 9 december 1976 i Sèvres, Hauts-de-Seine, är en fransk rappare. Hans mor är från Frankrike och hans far från Senegal.[källa behövs]

## Diskografi

### Album
- 2002 – Temps mort
- 2004 – Panthéon
- 2006 – Ouest Side
- 2008 – 0.9
- 2010 – Lunatic
- 2012 – Futur

### Mixtapes
- 2005: Autopsie Vol. 1
- 2007: Autopsie Vol. 2
- 2009: Autopsie Vol. 3
- 2011: Autopsie Vol. 4